# Convenção de Tientsin
A Convenção de Tientsin (天津条約, Tenshin Jōyaku), também conhecida por Convenção de Tianjin, foi um acordo assinado durante o período Meiji entre o Império do Japão e o Império da China, em Tientsin, a 18 de abril de 1885. O acordo foi também denominado de "Convenção Li-ito".
Após o golpe de estado de Gapsin  (coreano: 갑신정변) na Coreia em 1884, as tensões entre a China e o Japão foram aumentando sobre influência externa da península coreana e da família real. Durante este golpe, o Japão apoiou um tentativa de golpe, no sentido de reformar e modernizar a Coreia. Os protagonistas desta tentativa de derrube do governo, intentaram eliminar as distinções sociais legais aplicadas, suprindo os privilégios da nobre classe Yangban. O golpe fracassou quando a China enviou 1500 soldados sob o comando de Yuan Shikai. Os japoneses e os golpistas fugiram para o Japão. A expulsão de soldados japoneses por tropas chinesas aumentou consideravelmente a tensão entre as duas potências. Após extensas negociações, Ito Hirobumi do Japão e Li Hongzhang da China tentaram desafogar as tensões através da assinatura de um acordo pelo qual:
1. Ambas as nações puxaria suas forças expedicionárias para fora da Coreia prazo de quatro meses a contar da assinatura;
2. O Imperador Gojong da Coreia seria aconselhado a contratar instrutores militares de um terceiro país para a formação do exército coreano;
3. Nenhum país iria enviar tropas para a Coreia, sem notificação prévia da outra parte.

A Convenção amputou a reivindicação da China para a influência exclusiva sobre Coreia do Sul, tornando a Coreia um co-protetorado do Japão e da dinastia Qing. Apesar de negociações da Convenção, não houve qualquer impedimento a ambas as partes, e o próximo confronto grave sobre a Coreia rapidamente se transformou na Primeira Guerra Sino-Japonesa. O resultado imediato foi um aumento da influência chinesa sobre a Coreia, que nomeou Yuan Shikai enquanto residente, um diretor de assuntos coreanos no período de 1885-1894.